# Betula ovczinnikovii
Betula ovczinnikovii är en björkväxtart som beskrevs av Viktor Nikolayevich Vassiljev. Betula ovczinnikovii ingår i släktet björkar, och familjen björkväxter. Inga underarter finns listade.